# غوريتسا أتشيموفيتش
غوريتسا أتشيموفيتش (بالألمانية: Gorica Aćimović)‏ مواليد 28 فبراير 1985 في بانيا لوكا، البوسنة والهرسك، هي لاعبة كرة يد نمساوية. مثلت منتخب النمسا لكرة اليد للسيدات. فازت بدوري أبطال أوروبا لكرة اليد للسيدات في 2010.

## روابط خارجية
- غوريتسا أتشيموفيتش على موقع الاتحاد الأوروبي لكرة اليد (الإنجليزية)